# Tribunal Constitucional de Chile
El Tribunal Constitucional de Chile es un órgano jurisdiccional del Estado chileno, tribunal colegiado, autónomo e independiente de toda otra autoridad o poder, cuya función principal es ejercer el control de constitucionalidad de las leyes. Está compuesto por diez miembros, denominados ministros titulares, uno de los cuales es su presidente, y dos ministros suplentes.
Creado originalmente por una reforma constitucional a la Constitución de 1925, del 23 de enero de 1970, fue disuelto por el decreto ley N.º 119 del 10 de noviembre de 1973, emanado de la junta militar de Gobierno. La Constitución de 1980 lo repuso como organismo constitucional nacional, siendo modificado en forma sustancial, mediante la reforma constitucional de 2005.
El tribunal solo puede ejercer su jurisdicción a requerimiento de las personas y los órganos constitucionales legitimados, o de oficio, de conformidad a la Constitución Política de la República y la ley orgánica constitucional respectiva. En contra de sus resoluciones no procede recurso alguno, sin perjuicio de que puede, el mismo Tribunal, conforme a la ley, rectificar los errores de hecho en que hubiere incurrido.
Entre 1971 y 1973 su sede se encontró en el entrepiso del edificio de la Caja Autónoma de Amortización, ubicado en la vereda oeste de la calle Bandera. A partir de 1981 sesionó en una sala del tercer piso del palacio del ex Congreso Nacional de Chile, trasladándose en 1989 al sexto piso de la calle Morandé N.° 322. Entre diciembre de 2000 y 2012 ocupó la Casa de Velasco y luego se trasladó temporalmente al edificio corporativo de Apoquindo N.º 4700, en la comuna de Las Condes, mientras se realizaban las adecuaciones necesarias para su sede definitiva, ubicada desde 2015 en calle Huérfanos N.º 1234, comuna de Santiago, en el edificio de la ex Caja de Crédito Hipotecario.

## Funciones

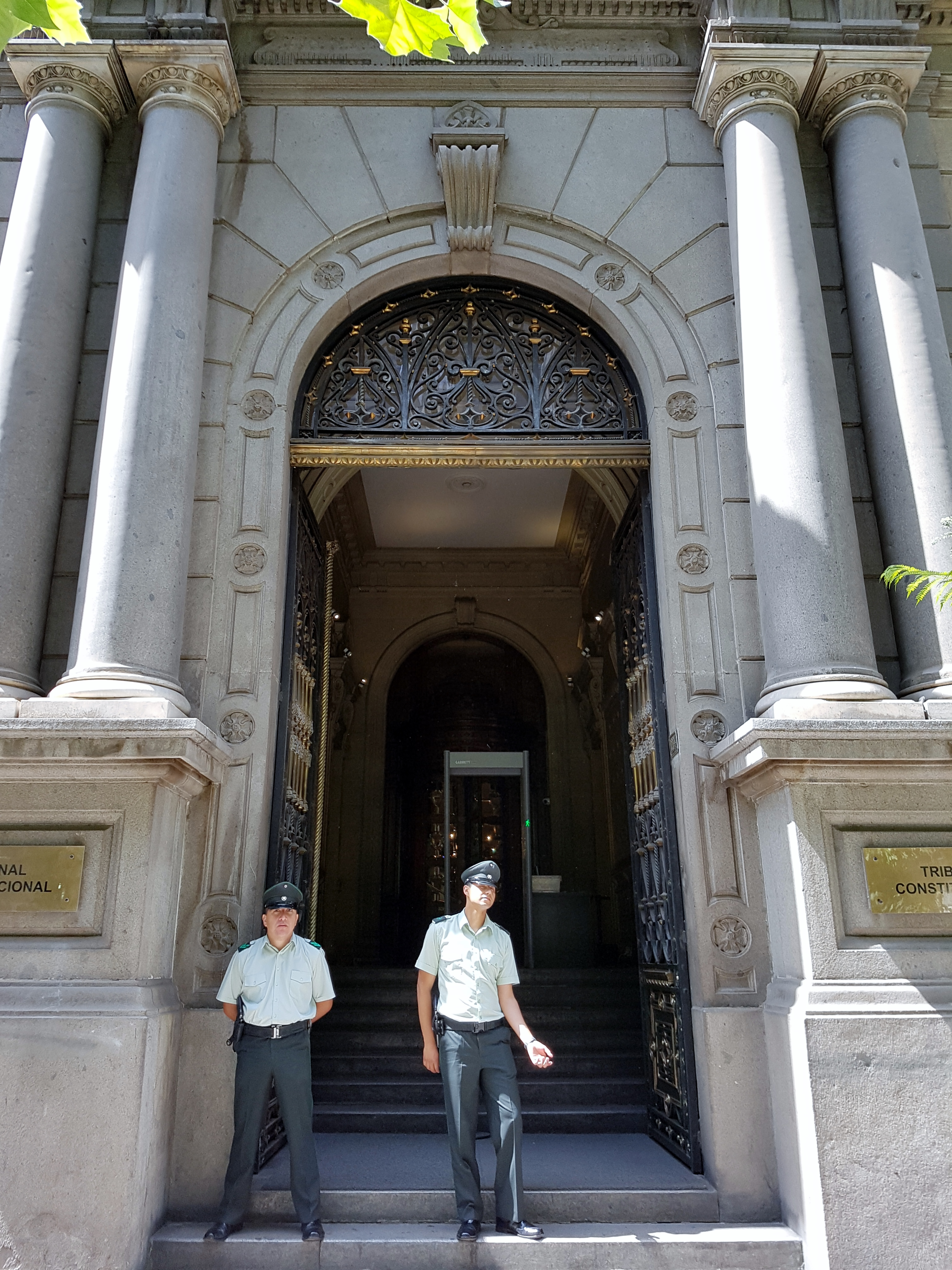
Guardia de palacio de la
Gendarmería del Tribunal Constitucional.

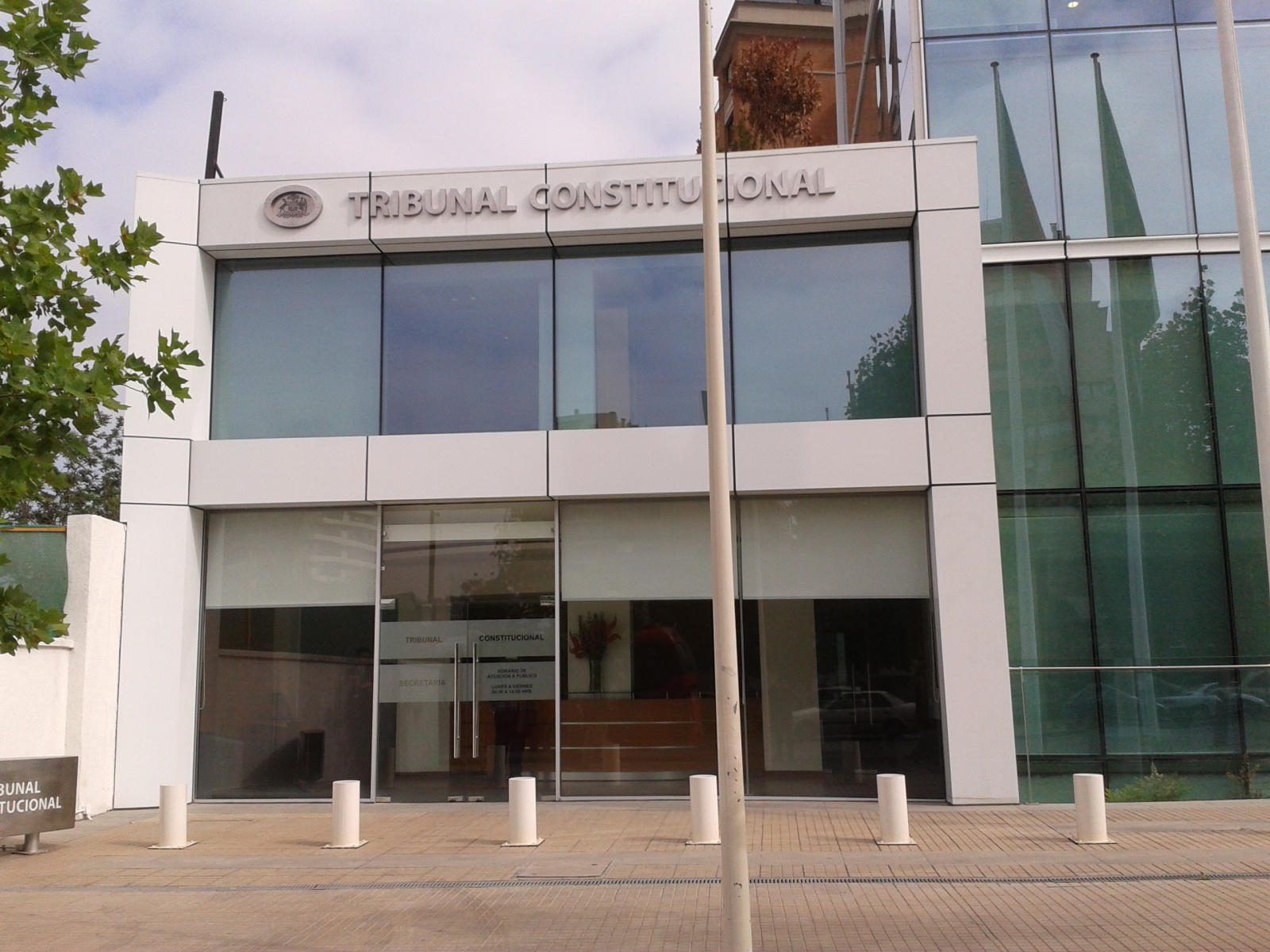
Sede provisioria del Tribunal Constitucional desde 2012 y hasta el 31 de agosto de 2016.

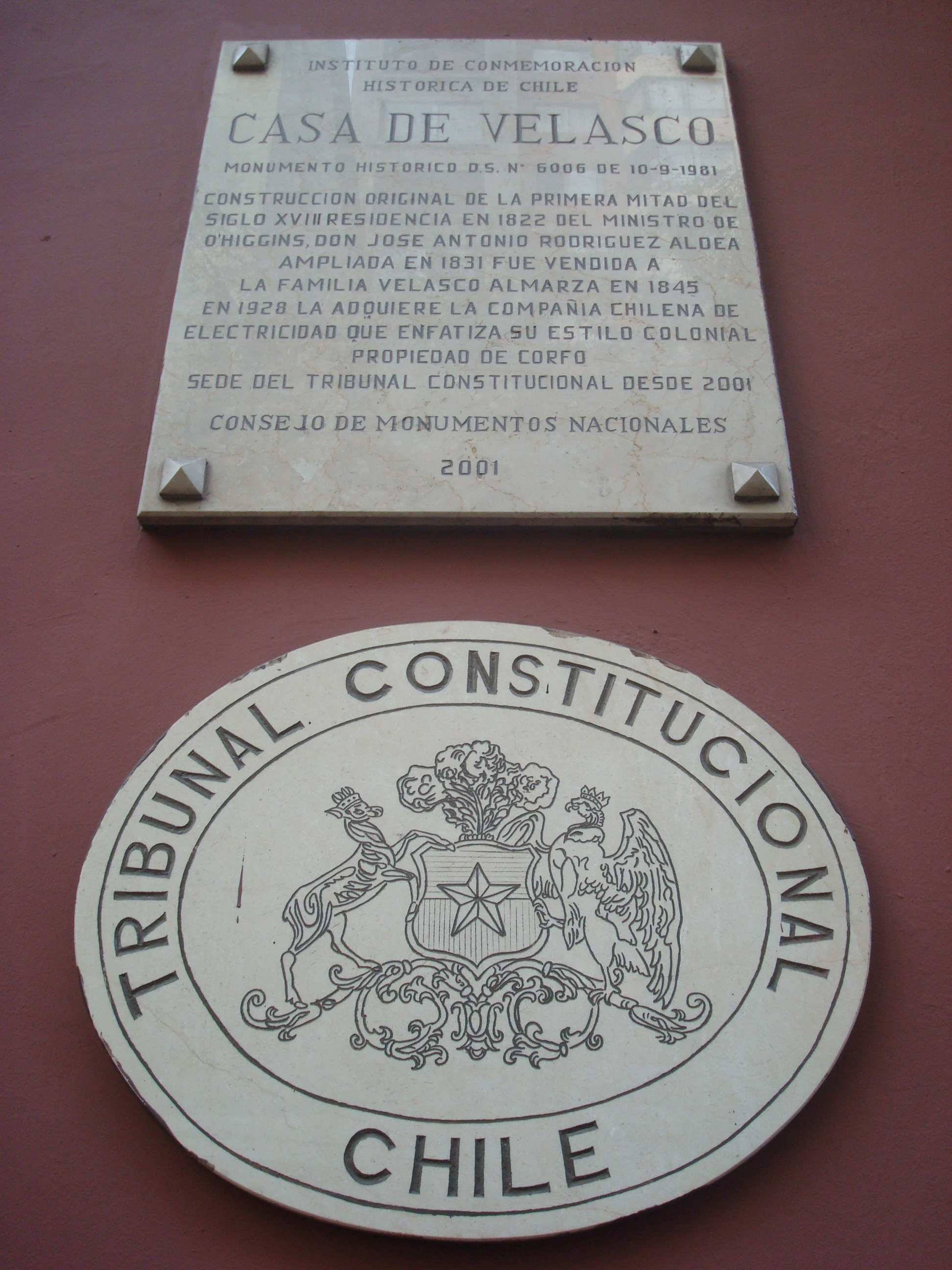
Sello del Tribunal Constitucional de la sede provisoria en la Casa de Velasco, que fuera su sede entre 2000 y 2012.

Según la Constitución de Chile, las funciones del Tribunal Constitucional, desde 2005, son las siguientes:
1. Ejercer el control de constitucionalidad de las leyes interpretativas, de algún precepto de la Constitución, de las leyes orgánicas constitucionales y de las normas de un tratado internacional que versen sobre materias propias de estas últimas, antes de su promulgación. El Congreso de Chile le enviará las mismas en los cinco días posteriores a su promulgación.
2. Resolver sobre las cuestiones de constitucionalidad de los autos acordados dictados por la Corte Suprema de Chile, las Cortes de Apelaciones y el Tribunal Calificador de Elecciones a requerimiento del Presidente de Chile, de cualquiera de las Cámaras del Congreso Nacional de Chile o de diez de sus miembros. Asimismo, puede requerir al Tribunal toda persona que sea parte en juicio, cuando sea afectada en el ejercicio de sus derechos fundamentales por lo dispuesto en el respectivo auto.
3. Resolver las cuestiones sobre constitucionalidad que se susciten durante la tramitación de los proyectos de ley o de reforma constitucional y de los tratados sometidos a la aprobación del Congreso a requerimiento del presidente de la República, de cualquiera de las Cámaras o de una cuarta parte de los parlamentarios.
4. Resolver las cuestiones que se susciten sobre la constitucionalidad de un decreto con fuerza de ley a requerimiento del Presidente.
5. Resolver sobre la constitucionalidad de un decreto o resolución del presidente de la República que la Contraloría General de la República haya representado por estimarlo inconstitucional, cuando sea requerido por el presidente.
6. Resolver sobre la constitucionalidad de los decretos supremos.
7. Resolver las cuestiones que se susciten sobre constitucionalidad con relación a la convocatoria a un plebiscito, sin perjuicio de las atribuciones que correspondan al Tribunal Calificador de Elecciones, si así lo requiere el Senado o la Cámara de Diputados.
8. Resolver, por la mayoría de sus miembros en ejercicio, la inaplicabilidad de un precepto legal cuya aplicación en cualquier gestión que se siga ante un tribunal ordinario o especial, resulte contraria a la Constitución.
9. Resolver, por mayoría de los cuatro quintos de sus integrantes en ejercicio, puede resolver la inconstitucionalidad de un precepto legal declarado inaplicable en conformidad a lo dispuesto en el numeral anterior.
10. Resolver los reclamos en caso de que el presidente de la República no promulgue una ley cuando deba hacerlo o promulgue un texto diverso del que constitucionalmente corresponda.
11. Informar al Senado para que esta corporación declare la inhabilidad del presidente de la República o del Presidente electo cuando un impedimento físico o mental lo inhabilite para el ejercicio de sus funciones o para que declare la procedencia o improcedencia de los motivos que originen la dimisión del presidente de la República.
12. Declarar la inconstitucionalidad de las organizaciones y de los movimientos o partidos políticos, como asimismo la responsabilidad de las personas que hubieran tenido participación en los hechos que motivaron la declaración de inconstitucionalidad, en conformidad a lo dispuesto en el artículo 19 de esta Constitución. Sin embargo, si la persona afectada fuera el presidente de la República o el presidente electo, la referida declaración requerirá, además, el acuerdo del Senado adoptado por la mayoría de sus miembros en ejercicio.
13. Resolver las contiendas de competencia que se susciten entre las autoridades políticas o administrativas y los tribunales de justicia, que no correspondan al Senado.
14. Resolver sobre las inhabilidades que afecten a una persona para ser designada ministro de Estado, permanecer en dicho cargo o desempeñar simultáneamente otras funciones. También se pronunciará sobre las inhabilidades, incompatibilidades y causas de cese en el cargo de los parlamentarios.

## Sistema de elección
A partir de las reformas constitucionales de 2005, se les asignaron a los otros poderes del Estado mayor capacidad en la designación de los miembros de este tribunal, que pasó a quedar integrado por:
- 3 miembros elegidos por la Corte Suprema en votación secreta;
- 3 miembros designados por el presidente de la República;
- 2 miembros elegidos por el Senado (por los 2/3 de los miembros en ejercicio);
- 2 miembros propuestos por la Cámara de Diputados y confirmados por el Senado (por los 2/3 de los miembros en ejercicio, en ambas instancias).

Los ministros del Tribunal Constitucional deben cumplir ciertos requisitos: deben tener a lo menos 15 años de ejercicio de la abogacía, haberse destacado en la actividad profesional, universitaria o pública y no tener ningún impedimento que los inhabilite como jueces.
Los ministros duran 9 años en sus cargos y se renuevan por parcialidades cada 3 años. Son inamovibles en sus cargos. El puesto de ministro del Tribunal Constitucional es incompatible con los mandatos de diputado o senador.
Hasta antes de la reforma del año 2005 a la Constitución de 1980, el Tribunal Constitucional estaba compuesto por 7 miembros (que tienen el tratamiento de ministros). 
Eran ministros del Tribunal Constitucional, 3 ministros de la Corte Suprema (elegidos por ella misma, por mayoría absoluta de sus miembros, en votaciones sucesivas y secretas), 1 abogado designado por el presidente de la República, 1 abogado elegido por el Senado (por mayoría absoluta de los senadores en ejercicio), y 2 abogados elegidos por el Consejo de Seguridad Nacional.

## Composición actual
| Nombre                          | Nombrado por               | Inicio período         | Término período      | Notas |
| ------------------------------- | -------------------------- | ---------------------- | -------------------- | --- |
| Miguel Ángel Fernández González | Presidente de la República | 30 de julio de 2018    | 30 de julio de 2027  | Designado por el presidente Sebastián Piñera. |
| Daniela Marzi Muñoz             | Presidente de la República | 9 de mayo de 2022      | 9 de mayo de 2031    | Designada por el presidente Gabriel Boric. Actual presidenta del Tribunal Constitucional.                                                                             |
| Nancy Yáñez Fuenzalida          | Presidente de la República | 9 de mayo de 2022      | 9 de mayo de 2031    | Designada por el presidente Gabriel Boric. |
| Héctor Mery Romero              | Senado                     | 18 de enero de 2024    | 18 de enero de 2033  | Designado por el Senado en 2024 |
| Catalina Lagos Tschorne         | Senado                     | 18 de enero de 2024    | 18 de enero de 2033  | Designado por el Senado en 2024 |
| Marcela Peredo Rojas            | Cámara de Diputados        | 18 de enero de 2024    | 18 de enero de 2033  | Designada por la Cámara de Diputados en 2024 |
| Alejandra Precht Rorris         | Cámara de Diputados        | 25 de enero de 2024    | 25 de enero de 2033  | Designada por la Cámara de Diputados en 2024 |
| Mario Gómez Montoya             | Corte Suprema              | 8 de noviembre de 2024 | 28 de julio del 2029 | Elegido por el Pleno de la Corte Suprema el 28 de octubre de 2024. |
| María Pía Silva Gallinato       | Corte Suprema              | 3 de julio de 2018     | 3 de julio de 2027   | Elegida por el Pleno de la Corte Suprema el 25 de junio de 2018. |
| Raúl Mera Muñoz                 | Corte Suprema              | 30 de agosto de 2023   | 30 de agosto de 2030 | Elegido por el Pleno de la Corte Suprema, previo concurso público, para completar el periodo del ministro Rodrigo Pica Flores, quien falleció el 23 de junio de 2023. |

### Lista histórica de ministros titulares
| Nombre                           | Período              | Nombramiento                                                                                                 |
| -------------------------------- | -------------------- | --- |
| Jacobo Schaulsohn Numhauser      | 1971-1972            | |
| Ramiro Méndez Brañas             | 1971-1972            | |
| Adolfo Veloso Figueroa           | 1971-1973            | |
| Enrique Silva Cimma              | 1971-1973            | |
| Rafael Retamal López             | 1971-1973            | |
| Israel Bórquez Montero           | 1972-1973, 1981-1985 | Corte Suprema (1981-1985)                                                                                    |
| Enrique Correa Labra             | 1981-1985            | Corte Suprema                                                                                                |
| José Vergara Vicuña              | 1981-1985            | Augusto Pinochet                                                                                             |
| Julio Philippi Izquierdo         | 1981-1987            | |
| Enrique Ortúzar Escobar          | 1981-1989            | Consejo de Seguridad Nacional                                                                                |
| José María Eyzaguirre Echeverría | 1981-1989            | Corte Suprema                                                                                                |
| Eugenio Valenzuela Somarriva     | 1981-1989            | Consejo de Seguridad Nacional                                                                                |
| Miguel Ibáñez Barceló            | 1985-1985            | Augusto Pinochet                                                                                             |
| Eduardo Urzúa Merino             | 1985-1991            | Augusto Pinochet                                                                                             |
| Luis Maldonado Boggiano          | 1985-1991            | |
| Marcos Aburto Ochoa              | 1985-1997            | Corte Suprema                                                                                                |
| Manuel Jiménez Bulnes            | 1988-1997            | Augusto Pinochet                                                                                             |
| Hernán Cereceda Bravo            | 1989-1993            | Corte Suprema                                                                                                |
| Ricardo García Rodríguez         | 1989-1997            | |
| Luz Bulnes Aldunate              | 1989-2002            | Consejo de Seguridad Nacional                                                                                |
| Eugenio Velasco Letelier         | 1991-1993            | Presidente de la República, Patricio Aylwin                                                                  |
| Osvaldo Faúndez Vallejos         | 1991-2001            | Corte Suprema                                                                                                |
| Servando Jordán López            | 1993-2002            | Corte Suprema                                                                                                |
| Juan Colombo Campbell            | 1993-2010            | Presidente de la República, Patricio Aylwin (1993-2001) Consejo de Seguridad Nacional (2001-2005, 2005-2010) |
| Mario Verdugo Marinkovic         | 1997-2001            | Consejo de Seguridad Nacional                                                                                |
| Hernán Álvarez García            | 1997-2005            | Corte Suprema                                                                                                |
| Eugenio Valenzuela Somarriva     | 1997-2006            | Senado |
| Juan Agustín Figueroa Yávar      | 2001-2006            | Presidente de la República, Ricardo Lagos                                                                    |
| Marcos Libedinsky Tschorne       | 2001-2006            | Corte Suprema                                                                                                |
| Eleodoro Ortiz Sepúlveda         | 2002-2006            | Corte Suprema                                                                                                |
| José Luis Cea Egaña              | 2002-2010            | Consejo de Seguridad Nacional                                                                                |
| Urbano Marín Vallejo             | 2005-2006            | Corte Suprema                                                                                                |
| Jorge Correa Sutil               | 2006-2009            | Presidente de la República, Ricardo Lagos                                                                    |
| Mario Fernández Baeza            | 2006-2011            | Senado |
| Enrique Navarro Beltrán          | 2006-2012            | Corte Suprema                                                                                                |
| Marcelo Venegas Palacios         | 2006-2013            | Senado |
| Raúl Bertelsen Repetto           | 2006-2015            | Senado |
| Hernán Vodanovic Schnake         | 2006-2015            | Senado |
| Francisco Fernández Fredes       | 2006-2015            | Corte Suprema                                                                                                |
| Carlos Carmona Santander         | 2009-2018            | Presidente de la República, Michelle Bachelet                                                                |
| Marisol Peña Torres              | 2006-2018            | Corte Suprema                                                                                                |
| José Antonio Viera-Gallo Quesney | 2010-2013            | Presidente de la República, Michelle Bachelet                                                                |
| Iván Aróstica Maldonado          | 2010-2022            | Presidente de la República, Sebastián Piñera                                                                 |
| Gonzalo García Pino              | 2011-2022            | Senado (2011-2013) Cámara de Diputados con acuerdo del Senado (2013-2022)                                    |
| Domingo Hernández Emparanza      | 2012-2020            | Corte Suprema                                                                                                |
| María Luisa Brahm Barril         | 2013-2022            | Presidente de la República, Sebastián Piñera                                                                 |
| Juan José Romero Guzmán          | 2013-2022            | Cámara de Diputados con acuerdo del Senado                                                                   |
| Rodrigo Pica Flores              | 2020-2023            | Corte Suprema                                                                                                |
| Cristián Letelier                | 2015-2024            | Senado de Chile                                                                                              |
| Nelson Pozo                      | 2015-2024            | Senado de Chile                                                                                              |

## Presidentes del Tribunal Constitucional
| Presidente | Presidente                       | Período   |
| ---------- | -------------------------------- | --------- |
|            | Enrique Silva Cimma              | 1971-1973 |
|            | Israel Bórquez Montero           | 1981-1985 |
|            | José María Eyzaguirre Echeverría | 1985-1989 |
|            | Luis Maldonado Boggiano          | 1989-1991 |
|            | Marcos Aburto Ochoa              | 1991-1995 |
|            | Manuel Jiménez Bulnes            | 1995-1997 |
|            | Osvaldo Faúndez Vallejos         | 1997-2001 |
|            | José Luis Cea Egaña              | 2005-2007 |
|            | Juan Colombo Campbell            | 2007-2009 |
|            | Marcelo Venegas Palacios         | 2009-2011 |
|            | Raúl Bertelsen Repetto           | 2011-2013 |
|            | Marisol Peña Torres              | 2013-2014 |
|            | Carlos Carmona Santander         | 2014-2017 |
|            | Iván Aróstica                    | 2017-2019 |
|            | María Luisa Brahm                | 2019-2021 |
|            | Juan José Romero Guzmán          | 2021-2022 |
|            | Nancy Yáñez Fuenzalida           | 2022-2024 |
|            | Daniela Marzi Muñoz              | 2024-     |

#### Ministros suplentes

##### Ministros suplentes (desde 2009)
Los ministros suplentes del Tribunal Constitucional concurren a integrar el pleno o las salas en caso de que no se alcance el respectivo quorum para sesionar, de acuerdo al orden de precedencia que se establezca por sorteo público. Tienen la misma jerarquía, facultades y regulaciones que los ministros titulares. Su función es media jornada, recibiendo una remuneración mensual equivalente al cincuenta por ciento de la de un ministro titular.  
Son los únicos miembros del Tribunal Constitucional cuyo nombramiento se realiza mediante concurso público, y que participan tres poderes del Estado. De acuerdo a su ley orgánica constitucional, cada tres años, en el mes de enero que corresponda, se debe proceder a la designación de dos suplentes de ministro que reúnan los requisitos para ser nombrado miembro del tribunal. Los ministros suplentes son nombrados por el presidente de la República, con acuerdo de 2/3 del Senado, eligiéndolos de una nómina de siete personas que propone el Tribunal Constitucional, previo concurso público de antecedentes, fundado en condiciones objetivas, públicas, transparentes y no discriminatorias. 

##### Lista histórica de Ministros suplentes
| Año       | Ministros Suplentes                             |
| --------- | ----------------------------------------------- |
| 2010-2013 | Ricardo Israel Zipper Christian Suárez Crothers |
| 2013-2016 | Alan Bronfman Vargas Christian Suárez Crothers  |
| 2016-2019 | (vacantes no fueron proveídas por el Senado)    |
| 2019-2021 | Rodrigo Delaveau Swett Armando Jaramillo Lira   |
| 2022-2024 | Manuel Núñez Poblete Natalia Muñoz Chiu         |

#### Abogados integrantes (1981-2009)
La figura de los abogados integrantes fue mantenida hasta el 2009, cuando fue reemplazada por la de ministros suplentes, mediante la Ley N.º 2.0381, de 28 de octubre de 2009.
Conforme a la ley orgánica constitucional del Tribunal Constitucional, en caso de ausencia de sus miembros que impida formar el quorum exigido (por impedimentos graves, tales como implicancia o cesación en el cargo), el Tribunal podía completar el número de miembros necesarios para sesionar con abogados integrantes.
Se trataba de juristas que debían contar con los mismos requisitos necesarios para ser ministro del Tribunal; de modo que la seriedad de la decisión del Tribunal no se vea, a priori, afectada. Sin embargo, la Constitución misma no prevía la existencia de estos integrantes, ni por cierto la posibilidad de que sean designados por autoridades diversas de las que están normalmente habilitadas para designar a los ministros titulares. Es el Tribunal quien decidía en definitiva e irrevocablemente acerca de estas cuestiones, nunca se ha sentido inhabilitado para sesionar con el auxilio de estos abogados.
Es el mismo Tribunal Constitucional quien designaba a sus abogados integrantes, mediante votaciones secretas y sucesivas, y por mayoría absoluta. Debían llenarse cinco cargos, conforme a un orden de precedencia (que influye en la forma en que integrarán el Tribunal en caso de ser necesario). No ha habido demasiada variación a lo largo de la historia en relación con los nombres de estos jueces especiales. En ocasiones, algunos de estos abogados integrantes han pasado a ser ministros titulares del Tribunal.

##### Lista de abogados integrantes
| Año  | Primero                | Segundo                   | Tercero                           | Cuarto                   | Quinto                     |
| ---- | ---------------------- | ------------------------- | --------------------------------- | ------------------------ | -------------------------- |
| 1981 | Juan Colombo Campbell  | Fernando Mujica Bezanilla | Helmut Brunner Noerr              | Juan Carlos Dörr Zegers  | Francisco Bulnes Ripamonti |
| 1985 | Juan Colombo Campbell  | Fernando Mujica Bezanilla | Helmut Brunner Noerr              | Juan Carlos Dörr Zegers  | Eduardo Soto Kloss         |
| 1988 | Juan Colombo Campbell  | Fernando Mujica Bezanilla | Helmut Brunner Noerr              | Juan Carlos Dörr Zegers  | Eduardo Soto Kloss         |
| 1991 | Juan Colombo Campbell  | Eduardo Soto Kloss        | Helmut Brunner Noerr              | Raúl Varela Morgan       | José Luis Cea Egaña        |
| 1994 | Eduardo Soto Kloss     | Helmut Brunner Noerr      | Raúl Varela Morgan                | José Luis Cea Egaña      | Raúl Bertelsen Repetto     |
| 1997 | Eduardo Soto Kloss     | Helmut Brunner Noerr      | Raúl Varela Morgan                | José Luis Cea Egaña      | Raúl Bertelsen Repetto     |
| 2000 | Eduardo Soto Kloss     | José Luis Cea Egaña       | Raúl Bertelsen Repetto            | Lautaro Ríos Álvarez     | Raúl Varela Morgan         |
| 2003 | Raúl Bertelsen Repetto | Lautaro Ríos Álvarez      | Carla Veloso Peña                 | Paulino Varas Alfonso    | Claudio Illanes Ríos       |
| 2006 | Teodoro Ribera Neumann | Francisco Zúñiga Urbina   | Miguel Luis Amunátegui Monckeberg | Cristián Maturana Miquel | Marisol Peña Torres        |